# 哈里斯 (阿肯色州)
哈里斯（英語：Harris）是位於美國阿肯色州華盛頓縣的一個非建制地區。該地的面積和人口皆未知。

## 地理
哈里斯的座標為36°01′52″N 94°02′52″W / 36.03111°N 94.04778°W，而該地的平均海拔高度為365米（即1197英尺）。